# Сидоренко, Карина Александровна
Карина Александровна Сидоренко (бел. Карына Аляксандраўна Сідарэнка; род. 29 марта 2002, Минск) — белорусская фигуристка, выступавшая в танцах на льду. В паре с Максимом Еленичем была чемпионкой Беларуси (2023), серебряным (2021) и бронзовым (2019) призёром чемпионата Беларуси, участвовала в чемпионате мира среди юниоров (2018), (2020). Мастер спорта по фигурному катанию.

## Биография
Родилась в Минске. Училась в минской гимназии №24, по её окончании поступила в БГУФК. Карьеру фигуристки начала в Минске, впервые встала на коньки в три года. Сперва тренировалась как одиночница, провела в одиночном катании пять лет. Её первым тренером была Татьяна Шестак. После чего сменила дисциплину и перешла в группу танцев на льду к Татьяне Беляевой. В 2010—2011 годах каталась в паре с Арсением Казаком, а начиная с 2011 года выступает в паре с Максимом Еленичем. Вне льда Карина любит фотографироваться и гулять с друзьями. Владеет иностранными языками (английский, немецкий).
Катается за сборную Беларуси в танцевальной паре с Максимом Еленичем. На юниорском уровне Сидоренко и Еленич участвовали во многих соревнованиях: Гран-при, чемпионатах мира и Первенство Беларуси по фигурному катанию.
Во взрослом катании они завоевали золото чемпионата Беларуси сезона 2022/23, несмотря на сложности в подготовке. Пара начала полноценную подготовку к турниру лишь за неделю до него, поскольку партнёр проходил годичную военную службу в спортивной роте, а Сидоренко была травмирована и не тренировалась.

## Результаты
Выступления в паре с Максимом Еленичем
| Соревнования                | 16/17         | 17/18         | 18/19         | 19/20         | 20/21         | 21/22         | 22/23         |
| Международные               | Международные | Международные | Международные | Международные | Международные | Международные | Международные |
| --------------------------- | ------------- | ------------- | ------------- | ------------- | ------------- | ------------- | ------------- |
| Ice Star                    |               |               |               |               | 2             | 5             |               |
| LuMi Dance Trophy           |               |               |               |               | 6             |               |               |
| Winter Star                 |               |               |               |               | 6             |               |               |
| Международные среди юниоров |               |               |               |               |               |               |               |
| Чемпионат мира              |               | 24            |               | 27            |               |               |               |
| Гран-при России             |               |               |               | 14            |               |               |               |
| Гран-при Франции            |               |               |               | 17            |               |               |               |
| Гран-при Чехии              |               |               | 17            |               |               |               |               |
| Гран-при Литвы              |               |               | 14            |               |               |               |               |
| Гран-при Беларуси           |               | 13            |               |               |               |               |               |
| Гран-при Латвии             |               | 14            |               |               |               |               |               |
| Jégvirág Cup                |               |               |               | 2             |               |               |               |
| Golden Spin                 |               |               |               | 11            |               |               |               |
| Mentor Torun Cup            |               | 10            | 13            | 15            |               |               |               |
| Volvo Open Cup              | 12            |               | 18            |               |               |               |               |
| Ice Star                    | 15            | 9             |               | 19            |               |               |               |
| Национальные                |               |               |               |               |               |               |               |
| Чемпионат Беларуси          |               |               | 3             |               | 2             |               | 1             |